# Kuritjärnen
Kuritjärnen är en sjö i Ljusdals kommun i Hälsingland och ingår i Ljusnans huvudavrinningsområde. Sjöns area är 0,027 kvadratkilometer och den är belägen 295 meter över havet.